# Lago dell'Inferno
Il lago dell'Inferno è un lago delle Alpi Orobie valtellinesi, situato a 2.085 m in alta val Gerola, in provincia di Sondrio. Nelle vicinanze delle sue rive occidentali sorge il rifugio FALC.